# Miss Italia 2020
Miss Italia 2020 si è svolta il 14 dicembre 2020 prodotta e organizzata da Mario Gori per la Delta Events. Per la prima volta nella storia del concorso, la città dove si svolta la finale è stata Roma, presso lo "Spazio Rossellini" del Polo Culturale Multidisciplinare della Regione Lazio. La serata è stata condotta per il secondo anno consecutivo da Alessandro Greco, con la partecipazione di Margherita Praticò, organizzatrice e presentatrice delle selezioni di Miss Italia nel Lazio.
A causa della pandemia di COVID-19, quest'edizione ha subito diversi cambiamenti rispetto alle precedenti: nel corso dell'estate 2020 infatti le tradizionali selezioni regionali delle pre-finaliste hanno subito notevoli rallentamenti dati dalla difficoltà nell'organizzare eventi dal vivo, e sono state portate a termine solo nelle Marche e in Abruzzo; per le altre regioni la selezione delle pre-finaliste (cinque per ogni regione) si è quindi svolta online tramite Instagram a fine novembre. A inizio dicembre, una giuria tecnica ha avuto il compito di selezionare le 21 finaliste regionali, alle quali aggiungere Miss Roma e Miss 365 - Prima Miss dell'Anno, per un totale di 23 finaliste.
Anche la serata finale ha previsto un format rinnovato nel rispetto della situazione di emergenza sanitaria in corso: non è stato presente pubblico in sala, non sono stati presenti momenti di varietà e le finaliste non hanno sfilato in costume; non è stato inoltre presente il televoto. L'evento inoltre non è stato trasmesso in televisione, ma solamente in streaming sul canale YouTube e profilo Facebook del concorso.
La vincitrice è stata la diciannovenne Martina Sambucini di Frascati (RM).
In questo anno, particolare, non sono state assegnate alle concorrenti le fasce di Miss Cinema, Miss Eleganza, Miss Sorriso, Miss Bellezza e degli altri sponsor della manifestazione. Quindi restano in carica le Miss che hanno ricevuto le fasce nel 2019.

## Le concorrenti
Le finaliste sono state annunciate sul sito del concorso il 2 dicembre 2020. Non essendo previsto televoto, data l'assenza della diretta televisiva, alle finaliste non è stato assegnato un numero di gara come da tradizione.
- Martina Zonco (Miss Valle D'Aosta)
- Carolina Basso (Miss Piemonte)
- Francesca Rabbolini (Miss Lombardia)
- Flavia Cemin (Miss Trentino Alto Adige)
- Marta Morsanutto (Miss Friuli Venezia Giulia)
- Francesca Toffanin (Miss Veneto)
- Alice Leone (Miss Liguria)
- Greta Iotti (Miss Emilia)
- Lucia La Forgia (Miss Romagna)
- Greta Beruatto (Miss Toscana)
- Lea Calvaresi (Miss Marche)
- Lada Anashkina (Miss Umbria)
- Alice Ferazzoli (Miss Lazio)
- Anastasia Di Pietro (Miss Abruzzo)
- Erika Argenziano (Miss Campania)
- Lucia Apicella (Miss Basilicata)
- Simona Frascaria (Miss Puglia)
- Camilla Corrado (Miss Molise)
- Francesca Tiziana Russo (Miss Calabria)
- Sofia Fici (Miss Sicilia)
- Elena Meloni (Miss Sardegna)
- Beatrice Scolletta (Miss 365)
- Martina Sambucini (Miss Roma)

## Piazzamenti
| Risultato finale | Concorrente            |
| ---------------- | ---------------------- |
| Miss Italia 2020 | - – Martina Sambucini  |
| 2ª classificata  | - – Beatrice Scolletta |
| 3ª classificata  | - – Alice Leone        |

## Giuria
- Roberta Bruzzone
- Paolo Conticini (presidente di giuria)
- Raoul D'Alessio (medico specialista in ortodonzia, studioso di riabilitazione estetica)
- Tiziana Luxardo (fotografa)
- Manila Nazzaro
- Chiara Ricci